# Love Buzz
Love Buzz est une chanson du groupe de rock néerlandais Shocking Blue écrite et composée par son guitariste Robbie van Leeuwen, présente sur l'album At Home sorti en 1969. Elle est reprise par le groupe grunge Nirvana en 1988 dont c'est le premier single et figure sur son album Bleach.

## Version de Nirvana
Le groupe de rock américain Nirvana a enregistré une reprise de la chanson pour son premier single en 1988, sorti sur Sub Pop aux États-Unis.

## Liste des pistes
| No | Titre      | Auteur                       | Durée |
| -- | ---------- | ---------------------------- | ----- |
| 1. | Love Buzz  | Robbie van Leeuwen           | 3:35  |
| 2. | Big Cheese | Kurt Cobain, Krist Novoselic | 3:42  |

## Sortie et réception
Le single sort en 1 000 exemplaires numérotés et 200 exemplaires promotionnels simplement marqués d'une bande rouge. 
Singles de Nirvana
Sliver
(1990)
Pistes de Bleach
School
(4) Paper Cuts
(6)
Le single a été  examiné dans le numéro du 2 décembre de CMJ, dans lequel il disait ceci: 
Jamais vous n'entendrez un tel travail de démolition. Nirvana mélange toutes les choses bonnes, y compris les ingrédients du rock primaire. 
Un mix différent de la chanson est apparu sur Bleach, il manquait à cette version un collage sonore fait par Kurt Cobain dans l'introduction.
La chanson est sortie sur le premier EP de Nirvana, Blew, en 1989.